# فلوريان ديفيد
فلوريان ديفيد (بالفرنسية: Florian David)‏ هو لاعب كرة قدم فرنسي في مركز الهجوم، ولد في 16 نوفمبر 1992 في شامبيني سور مارن في فرنسا. لعب مع نادي تولوز.

## وصلات خارجية
- فلوريان ديفيد على موقع قاعدة بيانات كرة القدم.إي يو (الإنجليزية)
- فلوريان ديفيد على موقع ليكيب (الفرنسية)
- فلوريان ديفيد على موقع ناشيونال فوتبول تيمز (الإنجليزية)
- فلوريان ديفيد على موقع Soccerway.com (الإنجليزية)
- فلوريان ديفيد على موقع AS.com (الإسبانية)